# Corycaeus anglicus
Corycaeus anglicus är en kräftdjursart som beskrevs av Lubbock 1857. Corycaeus anglicus ingår i släktet Corycaeus och familjen Corycaeidae. Det är osäkert om arten förekommer i Sverige. Inga underarter finns listade i Catalogue of Life.